# Alicia (Bohol)
Alicia è una municipalità di quarta classe delle Filippine, situata nella Provincia di Bohol, nella Regione del Visayas Centrale.

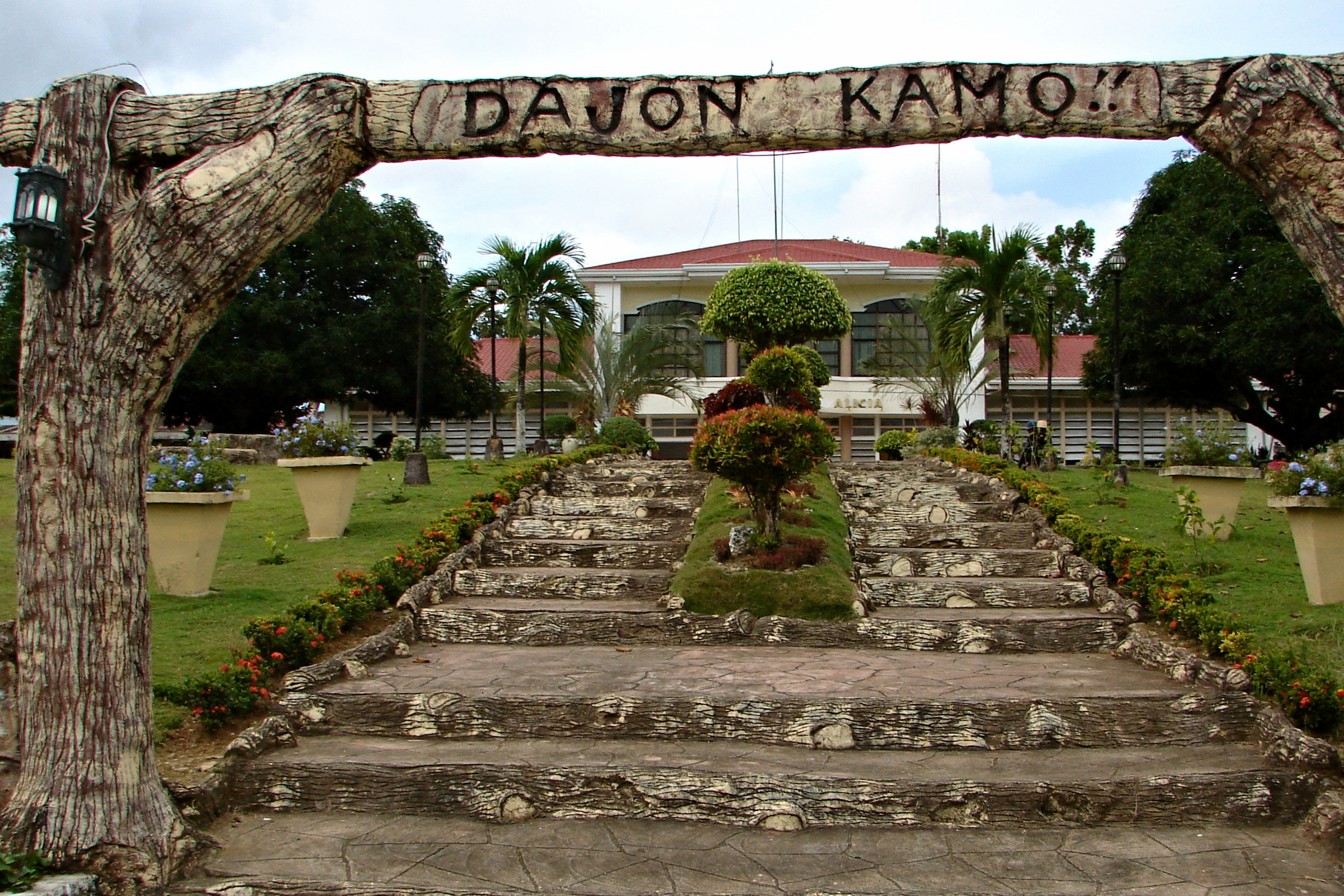
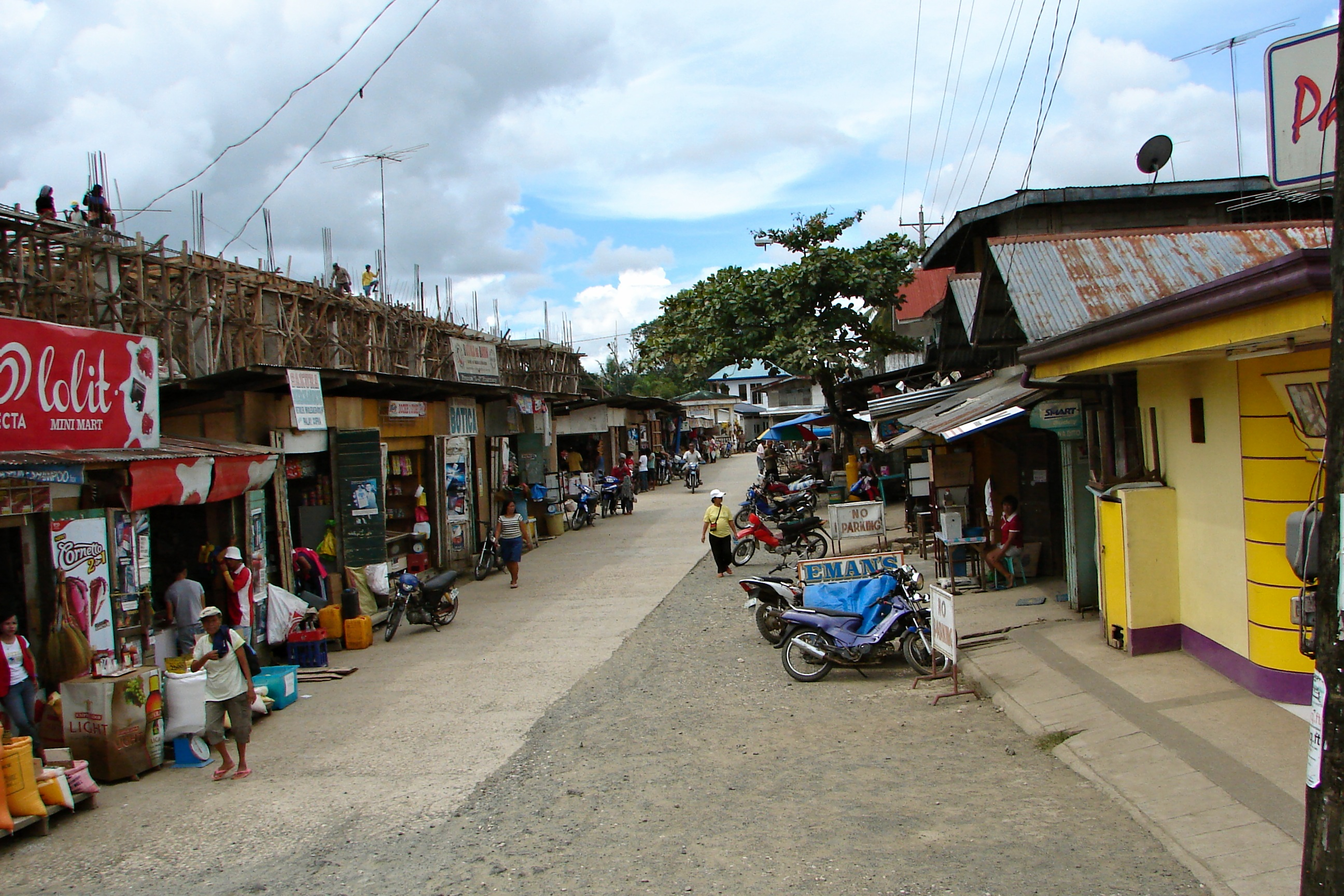

Alicia è formata da 15 baranggay:
- Cabatang
- Cagongcagong
- Cambaol
- Cayacay
- Del Monte
- Katipunan
- La Hacienda
- Mahayag
- Napo
- Pagahat
- Poblacion (Calingganay)
- Progreso
- Putlongcam
- Sudlon (Omhor)
- Untaga